# ジョルジュ・ロートネル
ジョルジュ・ロートネル（Georges Lautner, 1926年1月24日 - 2013年11月22日）は、フランスの映画監督である。ニースに生まれる。母は女優のルネ・サン＝シール。

## 主な監督作品
- やるか、くたばるか Marche ou Creve (1959)
- スパイ対スパイ L'oeil Du Monocle (1962)
- 恋するガリア Galia (1965)
- 女王陛下のダイナマイト Ne nous fâchons pas (1966)
- 牝猫と現金（げんなま） Fueur D Oseille (1967)
- 太陽のサレーヌ La Grande Sauterelle (1967)
- パリ大捜査網 Le Pacha (1968)
- 渚の果てにこの愛を La Route de Salina (1970)
- 狼どもの報酬 Laisse Aller...C'est Une Valse (1971)
- 愛人関係 Les Seins De Glace (1974)
- チェイサー Mort d'un pourri (1977) - アラン・ドロン主演
- 警部Flic ou voyou (1979)
- ジャン＝ポール・ベルモンドの道化師/ドロボー・ピエロ Le Guignolo (1980) - 日本劇場未公開
- プロフェッショナル Le Professionnel (1981) - ジャン・ポール・ベルモンド主演、日本劇場未公開
- ソフィー・マルソー 恋にくちづけ Joyeuses Paques (1984)
- Mr.レディMr.マダム3 ウエディングベル La Cage aux Folles 3 - 'Elles' se marient (1986)
- ラ・メゾン 惨劇の館 La Maison Assassinee (1988)
- レプスキー絶体絶命 その男凶暴につき Believed Violent (1990)